# I cari parenti
I cari parenti (Miss Tatlock's Millions) è un film del 1948 diretto da Richard Haydn.
Film commedia statunitense con John Lund e Wanda Hendrix, adattato da una commedia teatrale di Jacques Deval.
Si tratta della prima pellicola dell'attore comico britannico Richard Haydn, che ha anche una piccola parte nel film con lo pseudonimo di Richard Rancyd. È da ricordare anche il cameo dell'attore britannico Ray Milland e del celebre regista hollywoodiano Mitchell Leisen.
La pellicola ha fatto guadagnare ai due sceneggiatori, Charles Brackett e Richard L. Breen, una nomination al WGA Award (Writers Guild of America Award) nel 1949.

## Trama
Una giovane Nan Tatlock, sta per ricevere una ingente somma di denaro come eredità da parte dei suoi genitori, ma deve riuscire ad adempiere ad una clausola: fare in modo che tutti i membri della sua stramba famiglia si ritrovino riuniti tutti insieme per la lettura del testamento che altrimenti non sarà valido.
L'impresa non ri rivela facile in quanto i Tatlock sono notoriamente una famiglia di personaggi strambi ed eccentrici, ed il più eccentrico di tutti è suo fratello Skylar, talmente svitato che ha il continuo bisogno di essere seguito da una sorta di custode, il vecchio Denno Noonan, che vigila su di lui.
Le cose si complicano quando, durante un viaggio alle Hawaii, il vecchio Benno smarrisce letteralmente il suo protetto. Per evitare il peggio, Benno cerca di nascondere la scomparsa del rampollo ingaggiando un attore, Burke, che lo sostituisca. Durante l'attesa per il momento della lettura del testamento, Burke e Nan si innamorano e quando il giovane Benno spunta nuovamente svelando così l'imbroglio, i due innamorati fuggono insieme disinteressandosi delle sorti dell'ingente eredità.